# 紀元前674年
紀元前674年（きげんぜん674ねん）は、西暦（ローマ暦）による年。紀元前1世紀の共和政ローマ末期以降の古代ローマにおいては、ローマ建国紀元80年として知られていた。紀年法として西暦（キリスト紀元）がヨーロッパで広く普及した中世時代初期以降、この年は紀元前674年と表記されるのが一般的となった。

## 他の紀年法
- 干支 : 丁未
- 中国
  - 周 - 恵王3年
  - 魯 - 荘公20年
  - 斉 - 桓公12年
  - 晋 - 献公3年
  - 秦 - 宣公2年
  - 楚 - 荘敖3年
  - 宋 - 桓公8年
  - 衛 - 恵公26年
  - 陳 - 宣公19年
  - 蔡 - 穆侯元年
  - 曹 - 荘公28年
  - 鄭 - 厲公6年
  - 燕 - 荘公17年
- 朝鮮
  - 檀紀1660年
- ユダヤ暦 : 3087年 - 3088年

## できごと

### 中国
- 鄭の厲公は周王室の内紛を調停しようとしたが成功しなかった。
- 斉で大火災があった。
- 鄭の厲公は周の恵王とともに鄭に帰り、櫟にとどまった。
- 周の恵王と鄭の厲公は鄔に攻め入り、成周に攻め入った。
- 斉軍が戎を攻撃した。